# Imperial British East Africa Company

Vlag van Imperial British East Africa Company

De Imperial British East Africa Company (IBEAC) was de heerser van Brits Oost-Afrika, dat weer de voorloper was van het Oost-Afrika Protectoraat, later bekend als Kenia. De IBEAC was een commerciële organisatie opgezet om de handel met Afrika te ontwikkelen in de gebieden die onder invloed waren van de Britse koloniale macht. Het bedrijf werd opgericht in 1885 en geleid door William Mackinnon. Mombassa en zijn haven stonden centraal in deze organisatie met een administratief kantoor ongeveer 80 kilometer zuidelijk gelegen in Shimoni.

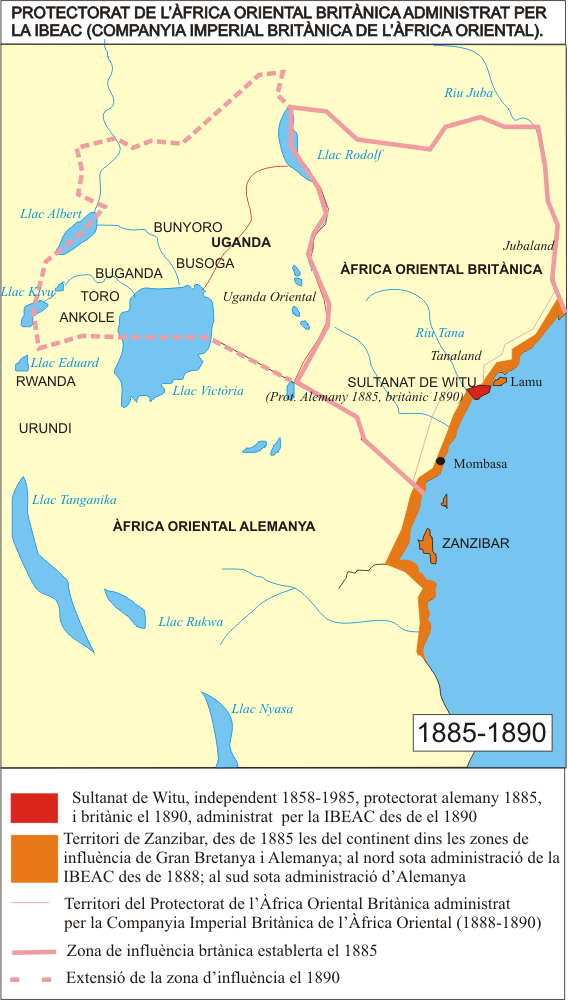
Gebied onder controle tussen 1885 en 1890.

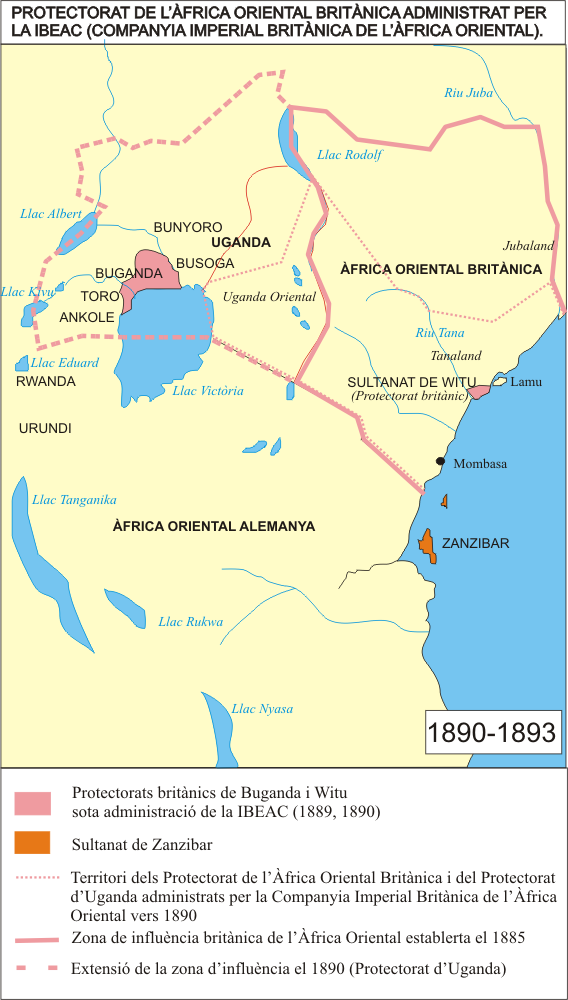
Gebied onder controle tussen 1890 en 1893.